# Nomenclátor callejero de Madrid
El nomenclátor callejero de Madrid hace referencia a los odónimos de las vías del espacio público de la capital de España.

## Características generales
La responsabilidad del mapa toponímico corresponde al Ayuntamiento. En 2010 el callejero de la ciudad contaba con 9139 viales. En cuanto a los tipos de nombres que predominan en el nomenclátor, las personalidades históricas copan un 56 % del callejero, los topónimos de geografía política un 22,5 %, los de geografía física un 12 % y los conceptos abstractos un 7 %. La ciudad presenta una amplia mayoría de nombres de calles de personajes masculinos frente a los femeninos, principalmente dedicados estos últimos a advocaciones marianas y, también, a nombres de santas, monarcas o religiosas.
Carlos Sainz de Robles observó en Trabajos del seminario de toponimia urbana un creciente empleo de nombres propios en los diferentes callejeros, partiendo de un callejero de Mesonero Romanos con únicamente 19 nombres propios, a 52 en el callejero de Fernández de los Ríos, marcando el inicio de dicha tendencia a mitad del siglo xix.
A fecha de marzo de 2024, Madrid cuenta con 61.174 placas para su callejero. Las placas se producen en la factoría de Api Fabricación de Aranjuez. Por otra parte, las placas de cerámica presentes en el centro de la ciudad se realizaron a mano por el taller Ruiz de Luna de la localidad toledana de Talavera de la Reina.

## Historia de los cambios del nomenclátor y la rotulación
La tradición de la rotulación de las calles en Madrid ya tenía lugar en el siglo XVIII, constando en 1750 una rotulación concreta. En 1834 se produjo la primera actuación del Ayuntamiento sobre las denominaciones del callejero, con la presentación de un informe para el estudio de supresión de nombres duplicados y malsonantes.

### Restauración borbónica
El desastre del 98 trajo consigo una pequeña revolución en el nomenclátor. En 1899, el Ayuntamiento aprobó el cambio de denominación de los siguientes viarios: Américas a Santocildes; Filipinas a Vara del Rey; Habana a Eloy Gonzalo; Isla de Cuba a Cadarso; Manila a Villamil; Mindanao a Lázaga; Puerto Rico a Bustamante; Cienfuegos a Álvarez Cienfuegos; Barrionuevo a Conde de Romanones; Beatas a Fernández Grilo; Colmillo a Pérez Galdós; Esperancilla a Marqués de Toca. En muchos casos se sustituyeron los nombres de las diferentes posesiones perdidas con las de los héroes de la guerra; por ejemplo el nombre de Eloy Gonzalo, el héroe de Cascorro sustituyendo al antiguo paseo de La Habana. En 1900 la plaza de Madrid —actual plaza de Cibeles— se renombró a plaza de Emilio Castelar, que había fallecido el año anterior.

### Segunda República
Ya en las primeras semanas de la proclamación de la Segunda República, el Consistorio madrileño procedió a cambiar un buen número de calles, suprimiendo nombres relativos a la monarquía. Se bautizaron vías con nombres de iconos republicanos y socialistas (incluyendo miembros de la propia conjunción republicano-socialista), personalidades culturales de izquierda (p. ej., la calle del Carmen se denominaría con el nombre de José Nakens) y personajes de la historia de España como Goya o el Greco, a la par que se efectuó una laicización del callejero, en cuya faceta religiosa, en aquel entonces, predominaban los nombres de santos y santas. Por ejemplo, el 20 de noviembre de 1931 la calle del Buen Suceso pasó a conmemorar por suscripción popular a Mario Roso de Luna, político y teósofo republicano fallecido el 8 de noviembre que había residido buena parte de su vida en un domicilio de la calle. En 1937, en el fragor de la guerra civil española, el Ayuntamiento llevó a cabo una rotulación de calles que eliminaría denominaciones religiosas sustituyéndolas por nombres de fallecidos en el frente republicano.

### Dictadura franquista

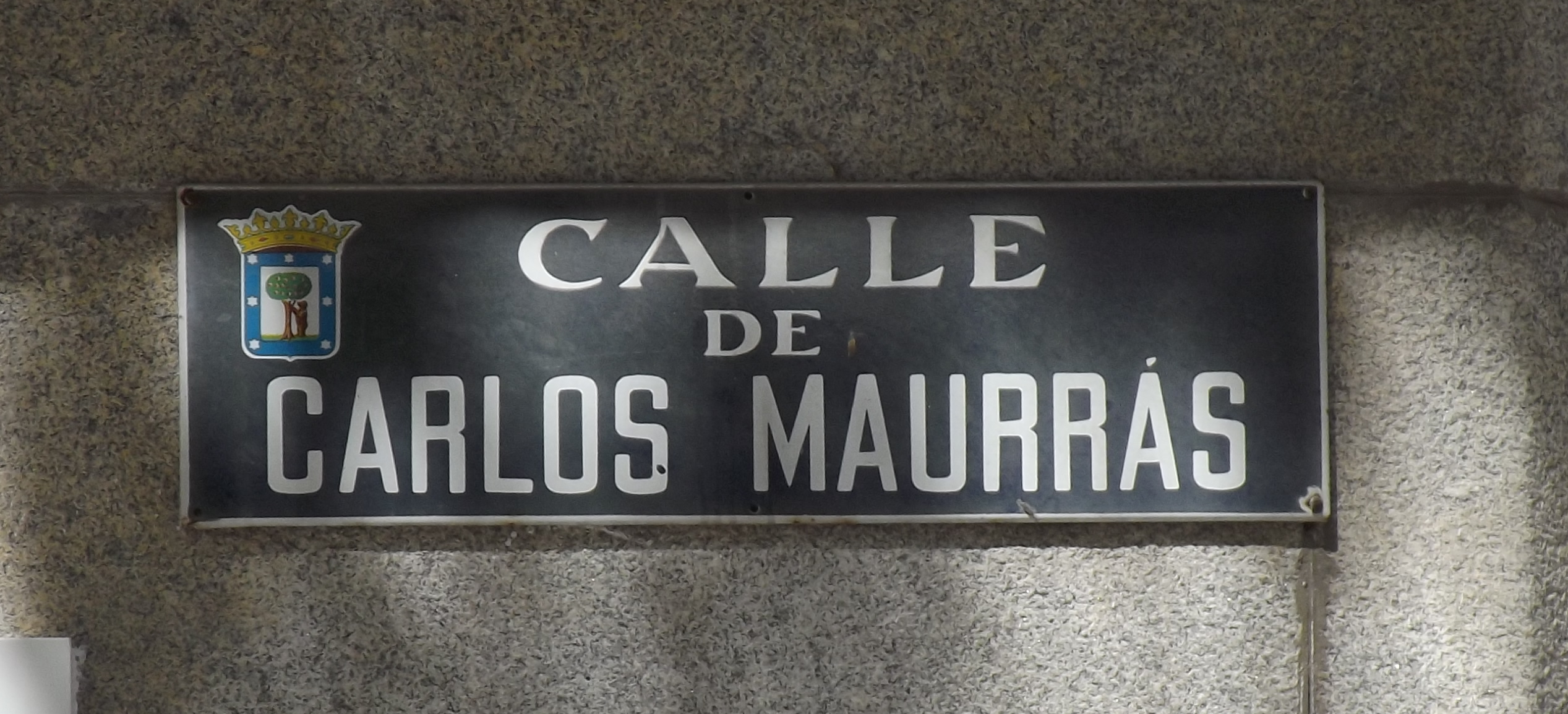
Rótulo de la calle Carlos Maurrás

El fin de la guerra civil y la victoria del bando franquista trajo cambios en el nomenclátor. Con el entonces alcalde de Madrid Alberto Alcocer y Ribacoba, que «propuso limpiar a Madrid de todos los símbolos y nombres que ha dejado en sus vías públicas un régimen político corrompido y nefasto para la patria», se pasaron a incorporar nuevas denominaciones como las de «Avenida del Generalísimo» (para el paseo de la Castellana), la «Avenida de José Antonio» (para la Gran Vía) o la «Avenida del General Mola» (para la calle del Príncipe de Vergara). También durante el franquismo se suprimieron del nomenclátor denominaciones referentes a personajes del liberalismo decimonónico como el General Riego (que pasó a denominarse «Batalla de Brunete»), Torrijos (pasó a denominarse «conde de Peñalver»), Mendizábal (a «Víctor Pradera») o Mariana Pineda. Otros nombres que datan del período franquista son el de «Plaza Arriba España», o el de calle del General Yagüe, que sería asignado en 1952 para sustituir al de calle San Germán. La plaza de Emilio Castelar, tras el final de la guerra civil llegó a tener el nombre de «plaza de los Héroes del diez de agosto» en honor a los golpistas que tomaron parte en la Sanjurjada de 1932; se renombraría finalmente a plaza de Cibeles.
El 21 de octubre de 1953 el Ayuntamiento bautizaría una calle con el nombre de «Carlos Maurrás», en recuerdo del pensador francés antisemita de extrema derecha Charles Maurras, fallecido en 1952.

### Transición y democracia
En 1980 el Ayuntamiento de Madrid, presidido por Enrique Tierno Galván, restauró el nombre previo de 26 calles cuyo nombre se había cambiado durante el franquismo para glorificar el «Alzamiento». En 1985 se aprobó la redenominación de 16 calles y plazas del distrito de Carabanchel. El grueso de los nombres de calles en referencia a personas aprobados durante el actual periodo democrático corresponden a personajes civiles, seguidos de nombres de personajes políticos. En 1981, el Ayuntamiento de Madrid, con el alcalde Enrique Tierno Galván a la cabeza, dedicó un paseo al músico John Lennon situado cerca del parque de Roma. Asimismo, en 1986 le dedicó un parque en Usera al primer ministro sueco Olof Palme. En 1994, el Ayuntamiento de Madrid le dedicó una plaza a la cantante peruana Chabuca Granda en el distrito de Hortaleza.

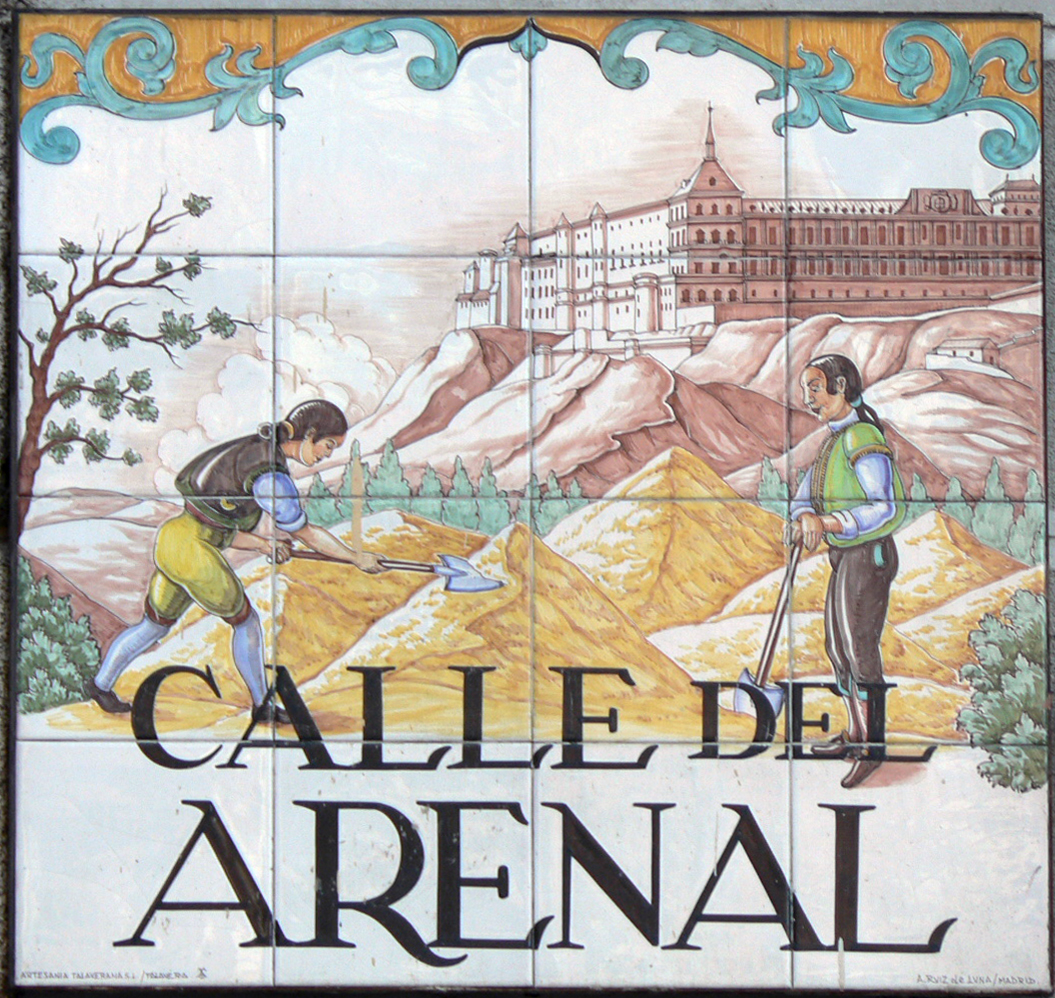
Placa de cerámica de Ruiz de Luna para la calle del Arenal.

Entre 1991 y 2003, el ceramista Alfredo Ruiz de Luna González creó por encargo del entonces alcalde de Madrid, José María Álvarez del Manzano, 385 placas de cerámica de Talavera de la Reina que constaban de 9 azulejos para las calles del distrito de Centro. También se pueden ver las placas de cerámica en otras zonas de Madrid como por ejemplo la calle del Payaso "Fofó" en Puente de Vallecas.
En el 2000, el Ayuntamiento de Madrid aprobó la avenida Alcalde Conde de Mayalde, en referencia al regidor José Finat y Escrivá de Romaní en la zona de Sanchinarro. Desde 2004, se comenzaron a colocar las placas de metal con el actual diseño. El fondo es azul oscuro, las letras blancas y muestra el blasón del ayuntamiento de la capital también en blanco y la palabra "madrid" bajo el escudo heráldico. El 17 de octubre de 2006 el consistorio dirigido por Alberto Ruiz-Gallardón dedicó una avenida que recorre los distrito de Latina y Carabanchel a la Aviación española. El 16 de diciembre de 2006, se inauguró una glorieta al ex primer ministro israelí Isaac Rabin en el distrito de Moncloa-Aravaca. El 21 de diciembre de ese mismo año, se nombró un parque del distrito de Carabanchel como Manolito Gafotas en honor al personaje literario gracias a una iniciativa vecinal. En febrero de 2007, el ayuntamiento denominó como «glorieta de Rocío Dúrcal» a una rotonda del distrito de Tetuán en honor a la cantante y actriz homónima. El 28 de octubre de 2010 el Pleno del Ayuntamiento decidió por unanimidad darle una calle al actor madrileño Manuel Aleixandre. Posteriormente se inauguró en el distrito de Arganzuela.

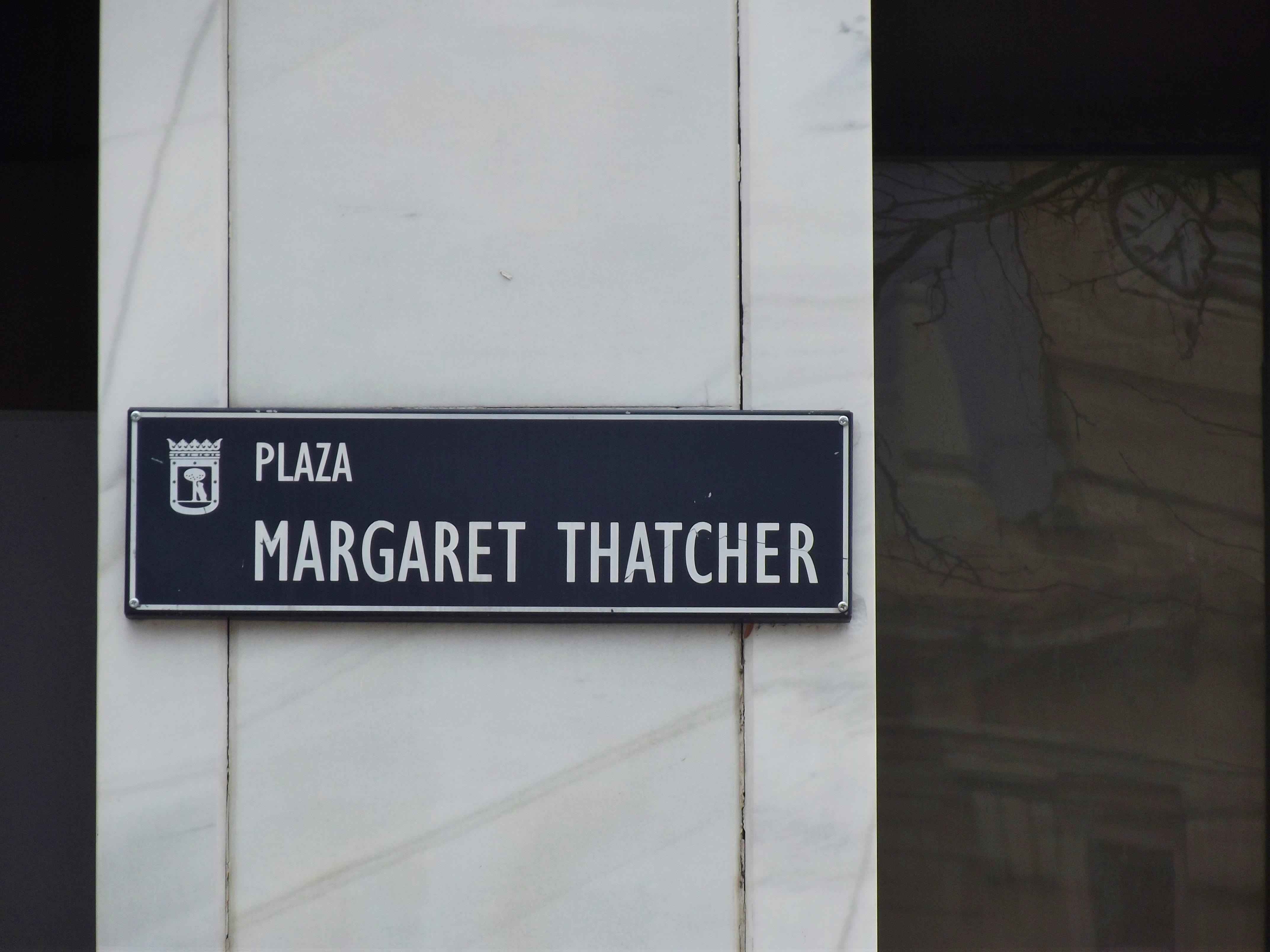
Placa de la plaza Margaret Thatcher

El 25 de julio de 2012 el pleno del Ayuntamiento, dirigido por la alcaldesa Ana Botella, aprobó una propuesta de bautizar múltiples calles de la nueva zona de Valdebebas con nombres de arquitectos como Secundino Zuazo, Francisco Javier Sáenz de Oiza, Luis Moya Blanco, Alejandro de la Sota Martínez o José Antonio Corrales además de emplear en el área otros nombres de personalidades como Manuel Fraga o Luis García Berlanga entre otros. Ese mismo día, también se aprobó renombrar el parque Santa Marca como parque Orlando Zapata Tamayo del distrito de Chamartín así como cambiar la denominación del parque del Pueblo del Pardo por el de parque Concejal Miguel Martín Vela (distrito de Fuencarral-El Pardo). El 12 de junio de 2013 se cambió de denominación la plaza de Mora de Rubielos por el de "Plaza de la Villa de Canillejas" en el distrito de San Blas-Canillejas. También durante el mandato de Botella, en 2013, un pequeño espacio sin nombre entre la Plaza de Colón y el Paseo de la Castellana (distrito de Salamanca) fue resignificado otorgándosele nombre propio, la plaza de Margaret Thatcher, inaugurándose finalmente la rotulación en 2014. Tras la tragedia del Madrid Arena, el Ayuntamiento le dedicó una plaza a Rocío Oña y Cristina Arce, dos víctimas del accidente, en el distrito donde residían: Barajas. El 29 de enero de 2014, el ayuntamiento nombró la Plaza Nelson Mandela en el distrito de Centro en memoria del líder sudafricano. El 24 de febrero de 2014, el ayuntamiento inauguró los jardines Enrique Morente en el distrito de Carabanchel en honor al "cantaor" de flamenco. El 26 de febrero de 2014, se aprobó nombrar la avenida del barrio de Canillejas que conecta con el Estadio Metropolitano como Luis Aragonés, en honor al mítico jugador y entrenador del Club Atlético de Madrid. El 5 de julio de 2014, el Ayuntamiento dedicó un callejón al "cantaor" de flamenco Eduardo García "El Chata" en el distrito de Vicálvaro. El 11 de julio de 2014 Ana Botella inauguró el Jardín de Miguel Ángel Blanco en el distrito de Chamartín con motivo del 17.º aniversario de su asesinato por la banda terrorista ETA. El 24 de julio de 2014, el ayuntamiento aprobó nombrar una glorieta al disidente cubano Oswaldo Payá Sardiñas en el distrito de Hortaleza y unos jardines al Teniente Coronel Besteiro en el distrito de Latina. El 17 de septiembre de 2014 cambió el nombre de la calle Fresneda por calle Azul de forma polémica. El 1 de diciembre de 2014, se inauguró una avenida dedicada al diplomático español Ángel Sanz Briz, conocido como "el Ángel de Budapest" en el distrito de Latina. El 9 de diciembre de 2014 se dedicó una glorieta a Cirilo Martín Martín, que fue alcalde de Aravaca, en el distrito de Moncloa-Aravaca. El 14 de febrero de 2015, se inauguró en el distrito Puente de Vallecas la plaza de José Luis Saura en honor al sacerdote homónimo impulsor en los años 70 de una cooperativa de viviendas para los vecinos más desfavorecidos. El 12 de abril de 2015 el ayuntamiento inauguró una calle de la Armada Española en el distrito de Salamanca y la plaza Daoiz y Velarde en el distrito de Retiro. El 27 de mayo de 2015, el ayuntamiento le dedicó una glorieta al sacerdote Luis Villalvilla en el distrito de Villa de Vallecas. El 29 de mayo de 2015 se inauguró una glorieta en homenaje al periodista Carlos Llamas en el distrito de San Blas-Canillejas, en la zona en la cual era vecino.

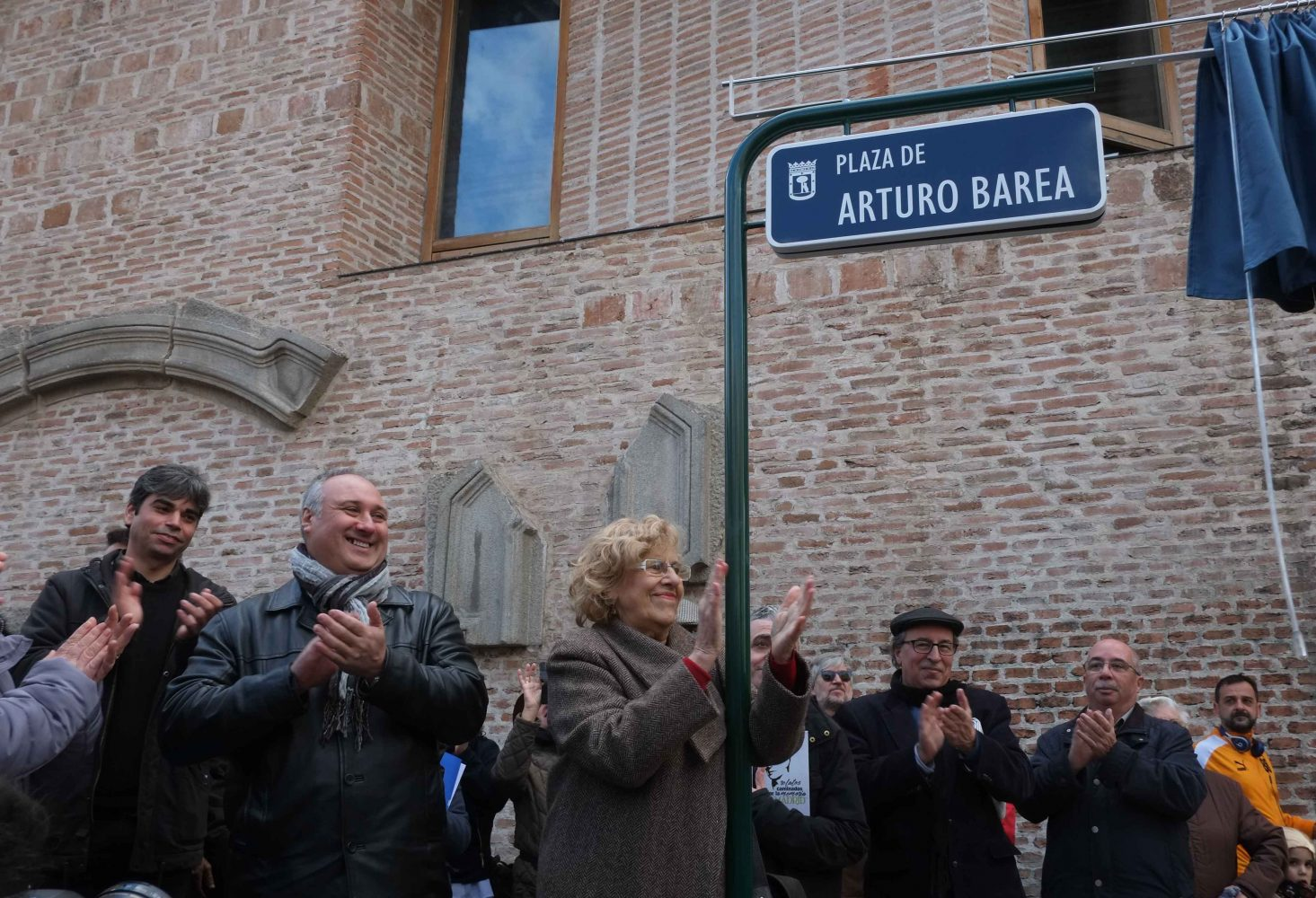
Inauguración de la rotulación de la plaza de Arturo Barea el 4 de abril de 2017

El 22 de diciembre de 2015 el Ayuntamiento de Madrid, con la alcaldesa Manuela Carmena a la cabeza, aprobó el cambio de la denominación de 30 calles y plazas de Madrid que hacían referencia a la dictadura franquista y al golpe de Estado de 1936, con el objetivo de aplicar la Ley de Memoria Histórica.
30 calles El 1 de febrero de 2016 el Ayuntamiento aprobó de manera definitiva el cambio de nombre de la plaza de Vázquez de Mella, en recuerdo del ideólogo carlista de dicho nombre (que también cuenta con una calle en el distrito de Ciudad Lineal), por el del plaza de Pedro Zerolo, en recuerdo al exconcejal de dicho nombre. En marzo de 2017 se inauguró la plaza de Arturo Barea en el distrito de Centro, una plaza de la zona de Lavapiés sin nombre registrado en el callejero aunque conocida popularmente como plaza de Agustín Lara, en honor al escritor Arturo Barea, que escribió una trilogía ambientada en Lavapiés, La forja de un rebelde.
También en marzo de 2017 el llamado Comisionado de la Memoria, por encargo del consistorio, presentó de forma pública su propuesta de cambio concreto del nombre de 47 viales, que incluían denominaciones relativas a los cambios aprobados en diciembre de 2015, que no habían sido llevados a cabo. Tras atender diversas alegaciones el Comisionado propuso en abril de 2017 el cambio de denominación de 52 viales; dicha propuesta se amparaba en la Ley de Memoria Histórica de España y fue sometida a votación de forma satisfactoria en el pleno del Ayuntamiento y fue finalmente aprobado por la Junta de Gobierno el 4 de mayo de 2017. El 26 de abril de 2018 el Ayuntamiento comenzó a cambiar las placas de las calles. Sin embargo, particulares y asociaciones presentaron recursos ante los tribunales y algunos fueron admitidos a trámite para posteriormente darles la razón. Ejemplo de ello fue el titular del juzgado número 23 de lo Contencioso-Administrativo de Madrid que el 1 de agosto de 2018 decretó la anulación del cambio de nombre de cinco de ellas por no estar debidamente justificado la aplicación de la Ley de Memoria Histórica (calles del General Millán Astray, Hermanos García Noblejas, Caídos de la División Azul, El Algabeño y Glorieta Cirilo Martín Martín). Asimismo, el Juzgado de lo Contencioso-Administrativo número 6 de Madrid anuló el cambio de la calle Crucero de Baleares el 17 de noviembre de 2019. Tras el recurso del Ayuntamiento de Madrid, el Tribunal Superior de Justicia de Madrid (TSJM) ratificó las anulaciones el 13 de mayo de 2021. Las sentencias fueron declaradas firmes a finales del mes de julio. El 24 de agosto de 2021, en cumplimiento con las sentencias, el Ayuntamiento de Madrid comenzó a reponer las placas de las calles que fueron cambiadas, siendo General Millán Astray la primera y Crucero de Baleares la última. En el caso de la calle General Asensio Cabanillas, las placas no fueron cambiadas hasta el año 2022, con un nuevo equipo de gobierno municipal.
Otras inauguraciones o cambios que se hicieron bajo el mandato de Manuela Carmena fueron: dedicar sendos jardines al poeta Mario Benedetti (distrito de Chamartín), al grafitero Juan Carlos Argüello "Muelle" y a la activista Yolanda González (distrito Latina); el parque Villa Rosa-Paco Caño (distrito de Hortaleza); un jardín a las Brigadas Internacionales (distrito de Vicálvaro); el parque de Aluche (distrito de Latina); una glorieta a Lucrecia Pérez Martos (distrito de Moncloa-Aravaca); una plaza a Gloria Fuertes (distrito de Centro); el parque Pablo Ráez y el Jardín de los Combatientes de La Nueve (distrito de Ciudad Lineal); el parque Jardín de la Carbonera (distrito de Arganzuela); una calle a Alfredo Di Stéfano (distrito de Hortaleza); un parque a José Luis Sampedro (distrito de Chamberí); sendas calles a la escritora Ángeles García-Madrid (distrito Retiro) y al preso político Florentino Rodríguez Alonso (distrito de Hortaleza); una calle a Ángela Ruiz Robles (distrito Villaverde); los jardines Andrés Saborit y la Plaza de los Chisperos de Chamberí (ambos en el distrito de Chamberí); un jardín a Pedro Aunión Monroy (distrito de Arganzuela); los jardines de Francisco Gómez Mijangos (Patxi) (distrito de Villaverde); la plaza Amaya Imaz (distrito de Puente de Vallecas); un jardín a Manuel Jiménez (distrito de Barajas); una plazuela en honor a Ana Diosdado (distrito de Centro); una plaza a Juan Goytisolo (distrito de Centro) y una glorieta a María de Villota (distrito de Hortaleza); la plaza de Las Californias (distrito de Retiro); un parque a Gregorio Peces-Barba (distrito de Hortaleza); unos jardines a las Asociaciones (distrito de Carabanchel); una plaza de las Mujeres (distrito de Vicálvaro); unos jardines al Obispo Alberto Iniesta (distrito de Puente de Vallecas); unos Jardines del Alcalde de Hortaleza Jonás Aragoneses Molpeceres y un Parque Huerta de la Salud (distrito de Hortaleza); las calles José María Lozano Sainz, Boetticher y Navarro, y Tren Obrero (distrito de Villaverde); un parque Luisa Carnés y un lugar Poetas (ambos en el distrito de Moncloa-Aravaca); una plaza a Florencio Sánchez Ropero y una glorieta a Manuel Dorado Saiz (ambos en el distrito de Latina) y una plaza a Fabián Fernández Alarcón (distrito de Puente de Vallecas); una glorieta dedicada al Doctor Luis Montes Mieza (distrito de Moncloa-Aravaca); una plazuela al Alcalde de Hortaleza Victoriano Elipe Sánchez (distrito de Hortaleza), una plazuela a Lesya Ukrainka (distrito de Hortaleza); el jardín Palestina (distrito de Arganzuela); una plazuela a la Memoria Trans (distrito de Centro); la calle Carmen Chacón, el paseo de la Arqueóloga Charo Lucas, el parque José María Íñigo y Parque Norte Carmen Tagle (todos ellos en el distrito de Fuencarral-El Pardo); los jardines Simone Veil, María Domínguez, Ana Orantes, Heroínas de Sálvora y de las Feministas (todos ellos en el distrito de Centro); el parque de las Mujeres de Orcasitas (distrito de Usera), el jardín Aurora Auñón y los jardines de las Mujeres de Ventas (distrito de Salamanca); el parque Salvador Allende (distrito de Carabanchel); el jardín de Álvaro de Luna (distrito de Hortaleza) y los jardines de Hilario Correa Rodríguez (distrito de Villaverde); un parque dedicado a Lola Camarena (distrito de Villa de Vallecas); la plaza de Ricote (distrito de Fuencarral-El Pardo); los jardines de José Couso Permuy y Julio Anguita Parrado (distrito de Ciudad Lineal); un paseo a Miguela del Burgo, una calle a Aretha Franklin y una plazuela a Marisa Bravo (todas en distrito de Hortaleza); espacio peatonal María Luisa Suárez Roldán (distrito de Chamartín); sendos jardines a Josefa Arquero Hernández (distrito de Hortaleza), a Concha Méndez y Matilde Ucelay (distrito de Chamberí) y a Berta Cáceres (distrito de Chamartín). Además, se añadió Tomás y Valiente al parque de Arroyo del Fresno (distrito de Fuencarral-El Pardo) y se corrigió el nombre de la plaza de Maslama Al-Mayriti (distrito de Chamartín); y del Parque forestal de Valdebebas-Felipe VI (distrito de Hortaleza).
En 2019, con la llegada al poder de José Luis Martínez-Almeida se siguió inaugurando nuevas calles y cambiando otras. Ejemplo de ellos son los jardines del Almirante Pascual Cervera (distrito de Chamberí); la plaza del Maestro Guille Sotillos (distrito de Carabanchel); la calle Tranvía a las Canteras de Monte Viejo (distrito de Villa de Vallecas); el puente del Corazón partío (distritos de Moratalaz y Retiro); el parque del Doctor Fernández Catalina (distrito de Ciudad Lineal); la plaza de Torcuato Fernández-Miranda (distrito de Fuencarral-El Pardo); la plazuela de la doctora Gabriella Morreale (distrito de Retiro); la calle de Isidoro Álvarez Álvarez (distrito de Arganzuela); la calle Ferenc Puskás (distrito de Vicálvaro); el jardín Elisa Serna (distrito de Retiro); la calle Fausto Elvira Sánchez (distrito de Latina); el parque Juan José García Espartero (distrito de Puente de Vallecas) el jardín María de la Concepción Arias y Arimón (distrito de Retiro); el espacio Miguel Ángel García Oca (distrito de Puente de Vallecas); el jardín de los Huérfanos de la Guardia Civil (distrito de Chamartín); el jardín de Mesonero Romanos (distrito de Carabanchel) el jardín María Pacheco (distrito de Salamanca); la calle Concejal Tomás Serrano Guío (distrito de Barajas); la plaza de las Esclavas del Sagrado Corazón de Jesús (distrito de Chamberí); la calle Carmen Garrido Pérez (distrito de Ciudad Lineal); el jardín Arturo Vallejo Baeza y la plaza de Constantino Martínez "Tinín" (ambos en el distrito de Villa de Vallecas) la plaza Raffaella Carrà, el pasaje Tony Leblanc y la plazuela Lina Morgan (distrito de Centro); los jardines Verónica Forqué (distrito de Chamartín); el jardín José Manuel Caballero Bonald (distrito de Moncloa-Aravaca); el jardín Marina García (distrito de Hortaleza); el jardín de Nuestros Mayores y el jardín Luis Pinilla Soliveres (distrito de Villaverde); el jardín Espíritu de Ermua (distrito Moncloa-Aravaca); y la calle Doctor Fidel Pagés Miravé (distrito de Latina). Además, se corrigió la grafía de la calle Órgiva (distrito de Usera). En el segundo mandato de Martínez-Almeida, se hicieron las siguientes inauguraciones: parque Pedro Ruiz de León Gómez-Zurdo (distrito de Fuencarral-El Pardo); la glorieta Pepe Domingo Castaño (distrito de Moncloa); cambiar la avenida de la Moreras por la calle Bernardo de la Torre Rojas (distrito de Moncloa-Aravaca); el jardín Mirador de las Cárcavas-José Díaz Fernández y el Rubén Caravaca (distrito de Hortaleza); la plazuela Turno de oficio (distrito de Centro); el parque Guardias Civiles David Pérez y Miguel Ángel González (distrito Hortaleza); la plaza María Juana Ontañón (distrito de Chamberí); el parque José María Carrascal y la plaza Maruja (distrito de Fuencarral-El Pardo); la plazuela Jesús el Pobre (distrito de Centro); y el parque del Alcalde de Madrid don José Luis Álvarez y Álvarez (distritos de Hortaleza y Ciudad Lineal).